# Шлаим, Ави
Ави Шлаим (Шлайм) (англ.  Avi Shlaim) (31 октября 1945 Багдад, Ирак) — британский историк, профессор международных отношений в Оксфордском университете и член Британской Академии.
Шлаим особенно хорошо известен как исследователь истории арабо-израильского конфликта. Он — один из новых историков, группы израильских исследователей, которые занимаются критическим пересмотром истории сионизма и Израиля.

## Биография
Шлаим родился в 1945 году в Багдаде (Ирак) в богатой еврейской семье, его отец был крупным бизнесменом и занимался импортом строительных материалов, имел связи в иракском правительстве. Отец был также главным переводчиком британской армии в Ираке в ходе второй мировой войны. Братья и мать Шлаима также служили переводчиками и получили за это британское гражданство. Семья была мало религиозной и не интересовалась сионистским движением.
В 1948 году в связи с войной между Израилем и арабскими странами обстановка в Ираке обострилась. В 1950 году отец Шлаима решает покинуть Ирак и в результате теряет свой дом и бизнес общей стоимостью в полмиллиона фунтов стерлингов по ценам того времени.
Семья переехала из Багдада в Израиль и поселилась в Рамат-Гане. Отец Шлаима пытается заняться бизнесом в Израиле, но неудачно, он прогорает и становится безработным. Матери приходится устроиться на работу телефонисткой. По словам Шлаима, в школе он подвергался некоторой дискриминации как выходец из восточных стран со стороны евреев-ашкеназов.
В возрасте 16 лет Шлаим отправляется в Англию, куда до этого эмигрировали его старшие братья, где он обучается в еврейской школе. В середине 60-х Шлаим возвращается в Израиль, где проходит службу в израильской армии. В 1966 году он вновь уезжает в Англию, где изучает историю в Кембридже и получает там степень бакалавра. В 1970 он получает степень магистра по международным отношениям, а затем степень Ph.D в университете Ридинга.
В дальнейшем Шлаим преподаёт в университете Ридинга международные отношения, специализируясь на европейских вопросах. Его научный интерес к истории Израиля начался в 1982 году, когда были открыты для исследований израильские государственные архивы, касающиеся арабо-израильской войны 1948 года. Шлаим приехал в том году в Израиль с целью изучения вопроса влияния Армии обороны Израиля на израильскую внешнюю политику. Он просиживает целые дни в израильских архивах. По поводу своих открытий в архивах он сказал:
У меня были знания, полученные в детстве и я верил в чистоту израильского оружия, я верил — что Израиль был жертвой. Я обнаружил документы, которые показали мне другие вещи… Я знал, что в любой стране есть разница между риторикой и реальными действиями, но я не знаю ни одной другой страны, где эта разница настолько велика, как в Израиле
С 1986 года Шлаим преподаёт международные отношения в Оксфорде. В 2006 году он избран действительным членом Британской академии. Отмечен British Academy Medal (2017).
Ави Шлаим является регулярным автором газеты The Guardian. В 2009 году он, совместно с другими деятелями науки и искусства, подписал открытое письмо в этой газете, в котором в резких выражениях осуждалось израильское вторжение в сектор Газа.

## Книга «Железная Стена»
В книге Шлаима «Железная Стена», вышедшей в 2001 году, рассматривается взаимоотношения Израиля и его арабских соседей с момента образования государства. Книга получила название по знаменитому выражению лидера сионистов-ревизионистов Зеева Жаботинского, который считал, что добровольное соглашение с арабами невозможно и колонизация Палестины евреями должна развиваться под защитой силы, независимой от местного населения, которая была бы «железной стеной» и которую туземное население не смогло бы сломить.
Согласно Шлаиму, сионистское движение и государство Израиль приняло эту идею Жаботинского, то есть главной задачей было «создать факты на местности», и, следовательно, не было никакого смысла вступать с арабами в переговоры. Однако, считает Шлаим, была забыта идея Жаботинского о том, что как только арабы смирятся с «железной стеной», будет возможно говорить с ними о взаимных уступках.
Шлаим пишет о том, что в первые годы государства все арабские соседи Израиля пытались достичь с ним мирного договора, и даже президент Египта Насер не оставлял таких попыток. Но все эти предложения о мире отвергались Израилем. Лидеры Израиля (за исключением Моше Шарета, выступающего за переговоры с арабами), согласно Шлаиму, мечтали о территориальных расширениях и завоеваниях. Согласно Шлаиму, и после Шестидневной войны король Иордании Хуссейн выступал за мирное решение, предлагая мир в обмен на территории, но оно было отвергнуто израильским правительством. По мнению Шлаима, подобной политики придерживался и Ариэль Шарон, который «не верил, что ситуация может быть решена мирными средствами» и который всегда был «мастером насильственных решений».

## Взгляды
Шлаим пишет, что создание государства Израиль в 1948 году включало в себя грандиозную несправедливость в отношении палестинцев. В то же время он заявляет, что никогда не ставил под сомнение легитимность государства Израиль в границах 1967 года.
Однако он категорически отрицает «сионистский колониальный проект за пределами зелёной черты» и считает, что израильская оккупация Западного берега и сектора Газы имеет очень мало связи с вопросами безопасности, но зато в большой мере связана с территориальным экспансионизмом и имела целью создание Великого Израиля. Результатом этого стала «наиболее продолжительная и жестокая оккупация в новейшее время».
По его мнению, еврейские поселения на оккупированных территориях «аморальны, незаконны и являются непреодолимым препятствием для заключения мира». Он пишет, что Израиль стал в последние десятки лет благодаря своей политике «государством-мошенником», поскольку постоянно игнорирует международные законы и «практикует терроризм — использует насилие против гражданских лиц в политических целях».

## Критика
Израильские профессора Йосеф Хеллер и Иегошуа Порат в своей статье «Слова лжи и ненависти» пишут о том, что Шлаим вводит своих читателей в заблуждение аргументами о том, что «Израиль упустил шанс заключения мира, в то время как арабы исключительно стремились к миру», полностью игнорируя такие основные факты из истории Арабо-израильского конфликта, как бескомпромиссное требование арабов о «праве на возвращение», не говоря уже о бесчисленных выступлениях и статьях, призывавших к уничтожению Израиля. Они считают, что все дипломатические инициативы, о которых пишет Шлаим, не имеют какого-либо значения на фоне стремления к уничтожению Израиля, и что Шлаим не может своей риторикой отменить этот факт. Кроме того, они называют ложью утверждение Шлаима об ограничениях академической свободы в Израиле в освещении Арабо-израильского конфликта и обвиняют его в стремлении к «диффамации Израиля».
Бенни Моррис, один из «новых историков», рассматривая подход Шлаима к различным аспектам Арабо-израильского конфликта, считает его односторонним и некорректным, извращающим и искажающим историю конфликта.
Как пишет Ави Бекер, оглавления и индексы книги «новых историков» полностью игнорируют исторический контекст. «Арабского и исламского антисемитизма (как бы) не существует. Если кто-то прочтёт книги Илана Паппе или Ави Шлаима об (Арабо-израильском) конфликте, он может подумать, что джихад был изобретен 11 сентября 2001 года».

## Частичная библиография
- Israel and Palestine: Reappraisals, Revisions, Refutations. — Verso, 2009. — 392 с. — ISBN 978-1844673667.
- The War for Palestine: Rewriting the History of 1948. — Cambridge University Press, 2007. — 310 с. — ISBN 978-0521699341.
- Lion of Jordan: The Life of King Hussein in War and Peace. — Vintage, 2009. — 768 с. — ISBN 978-1400078288.
- The Iron Wall: Israel and the Arab World. — W. W. Norton & Company, 2001. — 704 с. — ISBN 978-0393321128.
- War and Peace in the Middle East: A Concise History, Revised and Updated. — Penguin, 1995. — 160 с. — ISBN 978-0140245646.
- Collusion Across the Jordan: King Abdullah, the Zionist Movement, and the Partition of Palestine. — Columbia University Press, 1988. — 676 с. — ISBN 978-0231068383.